# 慈溪中学
慈溪中学，又称浙江省慈溪中学，是位于浙江省慈溪市的一所浙江省一级重点中学。创办于1956年9月，曾用校名慈溪县浒山中学、浒山镇“五七”中学、慈溪县建筑工程公司“五七”中学等。